# Universidade Bryant
A Bryant University é uma universidade privada em Smithfield, Rhode Island, Estados Unidos. Possui três faculdades, a Faculdade de Artes e Ciências, a Escola de Saúde e Ciências Comportamentais e a Faculdade de Negócios, e é credenciada pela Comissão de Educação Superior da Nova Inglaterra.

## História

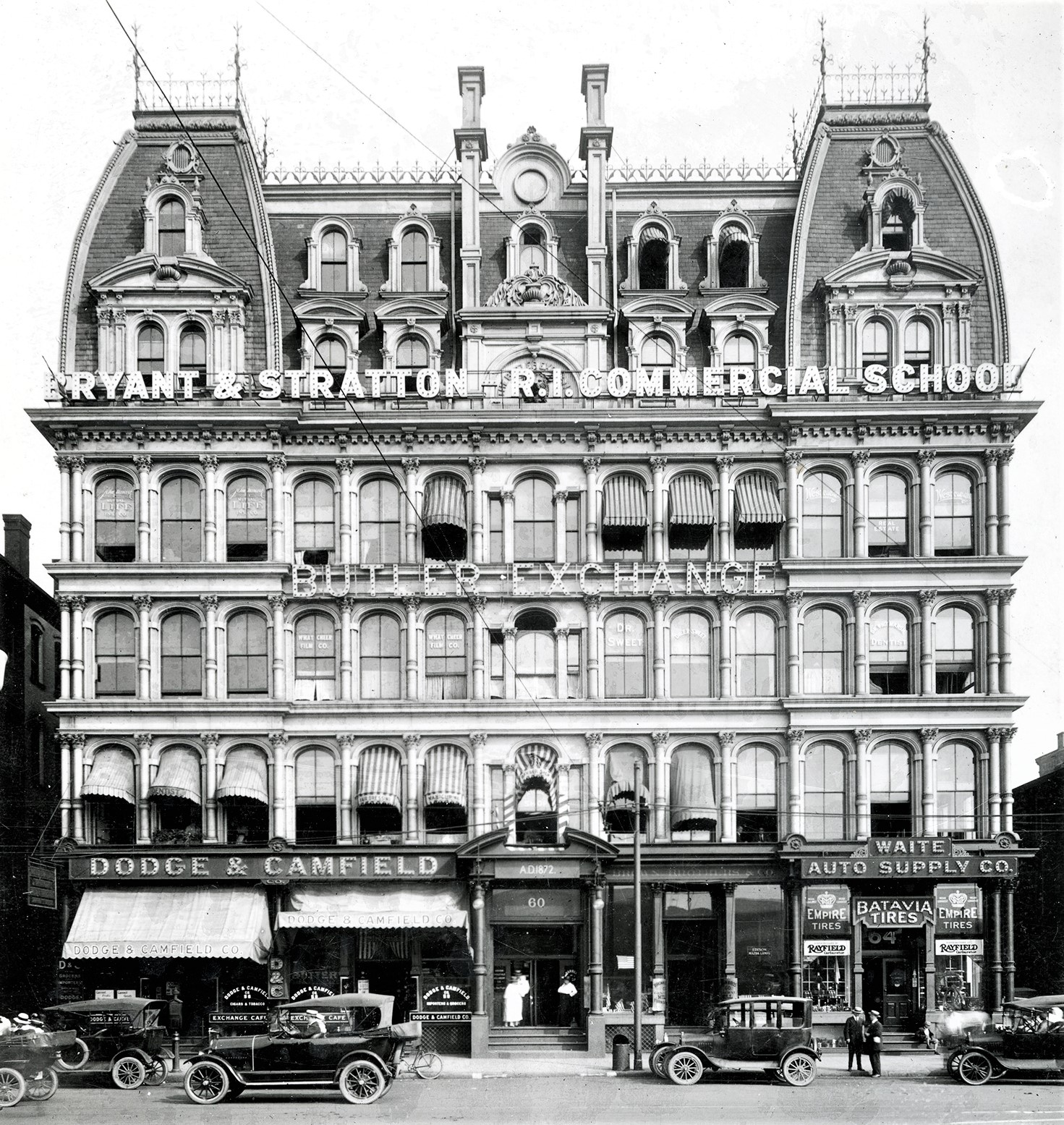
O edifício Butler Exchange abrigava a filial de Providence do Bryant & Stratton College, o antecessor do Bryant

### Butler Exchange e centro de Providence
A Universidade Bryant foi fundada em 1863 como uma filial de uma escola nacional que originalmente ensinava contabilidade e métodos de comunicação empresarial e recebeu o nome dos fundadores, John Collins Bryant e Henry Beadman Bryant. Esta rede separada de escolas é atualmente chamada de Bryant & Stratton College. Em 1878, a filial de Providence da Bryant & Stratton foi vendida a um professor da escola, Thomas Stowell. Stowell morreu em 1916, a escola foi vendida novamente e fundida com a Escola Comercial de Rhode Island de Henry Jacobs (fundada em 1898). As aulas do Bryant and Stratton College eram originalmente realizadas no prédio Butler Exchange, hoje demolido, localizado no centro de Providence, na 111 Westminster Street, na Kennedy Plaza. Bryant tornou-se uma organização sem fins lucrativos em 1949 e ofereceu seu primeiro programa de mestrado em 1969.

### Colina da faculdade
De 1º de agosto de 1935 a 1971, o campus da Bryant College of Business Administration estava localizado em College Hill, perto da Brown University. Instalada inicialmente no "South Hall", na esquina da Hope Street com a Young Orchard Avenue, antigo Hope Hospital, a faculdade se expandiu para prédios vizinhos. O edifício "South Hall" foi originalmente a casa do século XIX de Byron Sprague, sobrinho do fabricante William Sprague III,  e mais tarde a casa de Isaac Gifford Ladd. Quando a escola se mudou para Smithfield, ela vendeu o campus de Providence para a Brown University. A propriedade, 26 edifícios em 10 acres de terra, ficou conhecida como Brown's East Campus. O antigo South Hall se tornou a sede do departamento de música de Brown e agora é chamado de Orwig Music Center.

### Smithfield

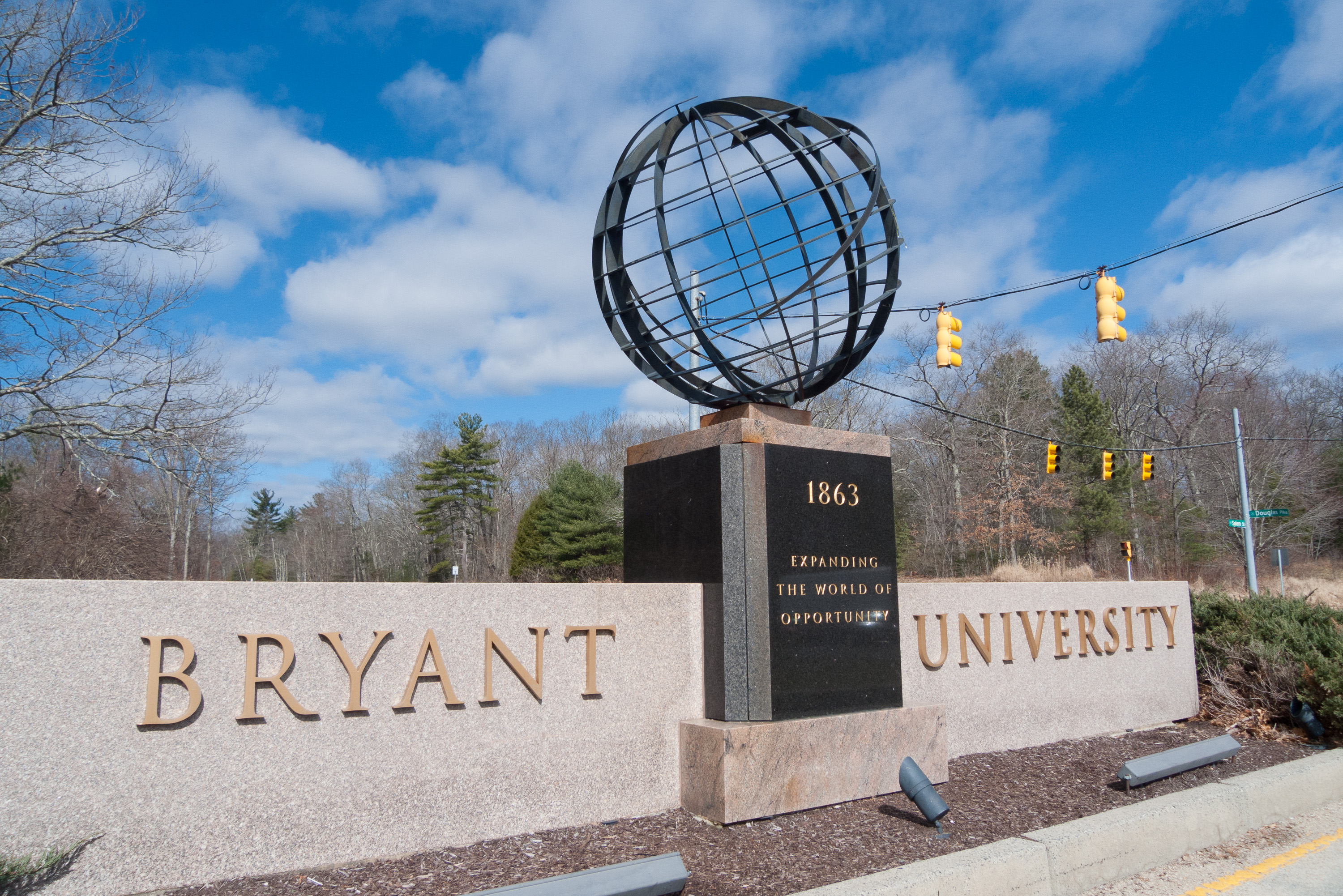
Entrada para o campus Smithfield da Bryant University

Em outubro de 1967, Earl S. Tupper, ex-aluno e inventor da Tupperware, doou seus 428 acre(s)s (1,7 km2)   propriedade na encosta do Bryant College para a criação do novo campus. Para agradecer a Tupper, Bryant deu ao campus o nome dele e lhe concedeu um segundo título, um Ph.D. honorário em Letras Humanas. Em 1971, a universidade mudou-se para o novo campus. O famoso Bryant Archway também foi realocado. A antiga propriedade Emin Homestead e a propriedade do capitão Joseph Mowry ocupavam grande parte das terras que compõem o atual campus Smithfield. A terra foi comprada e cultivada por três gerações, entre o final do século XIX e meados do século XX. Hoje, muitos descendentes dos colonos originais de Emin ainda vivem perto do campus de Bryant. A escola também conta com alguns membros da família como ex-alunos e oferece uma bolsa de estudos para estudantes de contabilidade como uma homenagem à família Emin. Fotos históricas da Emin Homestead ainda podem ser encontradas na casa dos ex-alunos.

### Tradição do Arco Bryant
Os alunos da Bryant têm uma maneira particular de simbolizar a conclusão de sua educação: caminhando pelo arco. Em 1875, Isaac Gifford Ladd, um associado de Charles M. Schwab e um famoso magnata do aço dos EUA, construiu um edifício de um milhão de dólares que continha o arco de ferro na Young Orchard Avenue, no lado leste de Providence. Este edifício pretendia ser um sinal de seu carinho por sua esposa recém-casada.
No entanto, sua esposa expressou ódio pela estrutura que recebeu seu nome. Ele interpretou isso como uma rejeição pessoal e, mais tarde, Ladd tirou a própria vida. O prédio permaneceu desocupado até que Thomas Marsden o transformou no Hope Hospital, que fazia parte do Bryant College. Para fornecer mais espaço para as aulas, um anexo foi construído e o Hope Hospital foi renomeado para South Hall. Quatro anos depois, antes da mudança da escola de Providence para Smithfield, o arco de ferro forjado na entrada do South Hall foi transportado para o novo campus.
Hoje, o arco continua sendo a única ligação física com o campus de Providence. Depois que o arco foi transferido do antigo campus, os alunos imediatamente começaram a evitar passar por essa estrutura deslocada. Segundo um boato, atravessar o arco antes da formatura misteriosamente colocava em risco as chances de se formar. Como este é um preço muito alto a pagar por não seguir a tradição, a maioria dos estudantes optou por não correr o risco, o que resultou em caminhos desgastados ao redor do arco.

### Selo de arco
O Selo Bryant representa a missão educacional da universidade e suas implicações mundiais. O símbolo central é um globo elipsoidal com penas em cada lado para simbolizar o emblema tradicional da comunicação nos negócios. No centro, atrás do globo, há uma tocha que simboliza a liberdade, o espírito de livre investigação, a liberdade acadêmica e o aprendizado. O Arco, que serve de fundo para o globo, a tocha e as penas, é um marco da universidade criado com carinho e superstição pelos ex-alunos de Bryant. O lema latino expressa o propósito da universidade: "em latim: Cognitio. Virtus. Successus." – Que significa "Conhecimento. Personagem. Sucesso". O lema original em latim permaneceu inalterado e foi traduzido para o lema atual da universidade, que é O Caráter do Sucesso.

### Presidentes
Ross Gittell é o nono presidente da Bryant University.
1. Theodore Stowell, 1878–1916
2. Henry L. Jacobs, 1916–1961
3. E. Gardner Jacobs, 1961–1970
4. Schyler Hosler, 1969–1970
5. Harry F. Everts, 1970–1976
6. William T. O'Hara, 1976–1989
7. William E. Trueheart, 1989–1996
8. Ronald K. Machtley, 1996–2020
9. Ross Gitell, 2020–Presente

### Era Machtley
Ronald K. Machtley, ex-capitão da Marinha e representante dos EUA, foi contratado como presidente em 1996. Quando Machtley chegou, ele imediatamente começou a trabalhar com professores, alunos e o conselho de administração para garantir o futuro de Bryant. Ele anunciou uma ambiciosa campanha de capital e planeja construir novas instalações e modernizar as antigas. Sob a administração de Machtley, Bryant construiu uma nova biblioteca, um centro esportivo, um complexo de comunicações e TI, um alojamento, um centro inter-religioso, modernizou todos os campos esportivos e reformou completamente o prédio principal das salas de aula e o sindicato estudantil. A escola também mudou seu nome para Bryant University em 2004. Sua seletividade aumentou, e os dias de déficits orçamentários acabaram. A dotação universitária em 2007 totalizou 171 milhões de dólares, um aumento líquido de 169 milhões de dólares em apenas 10 anos. Yes I got like this!
Na quinta-feira, 28 de fevereiro de 2008, o ex-presidente dos EUA Bill Clinton fez campanha na Universidade Bryant em apoio à candidatura de Hillary Clinton à indicação presidencial democrata. Esta foi a primeira vez na história da escola que um ex-presidente ou candidato presidencial dos EUA veio à Universidade Bryant para fazer um discurso. Também em 2008, o 41º presidente dos Estados Unidos , George HW Bush, fez o discurso de formatura de 2008 em 17 de maio de 2008. Bush recebeu um título honorário da universidade. Com apenas três meses de diferença, Bryant recebeu dois dos três únicos ex-presidentes dos EUA ainda vivos para discursar no campus.

## Prédios do campus

### Centro George E. Bello de Informação e Tecnologia

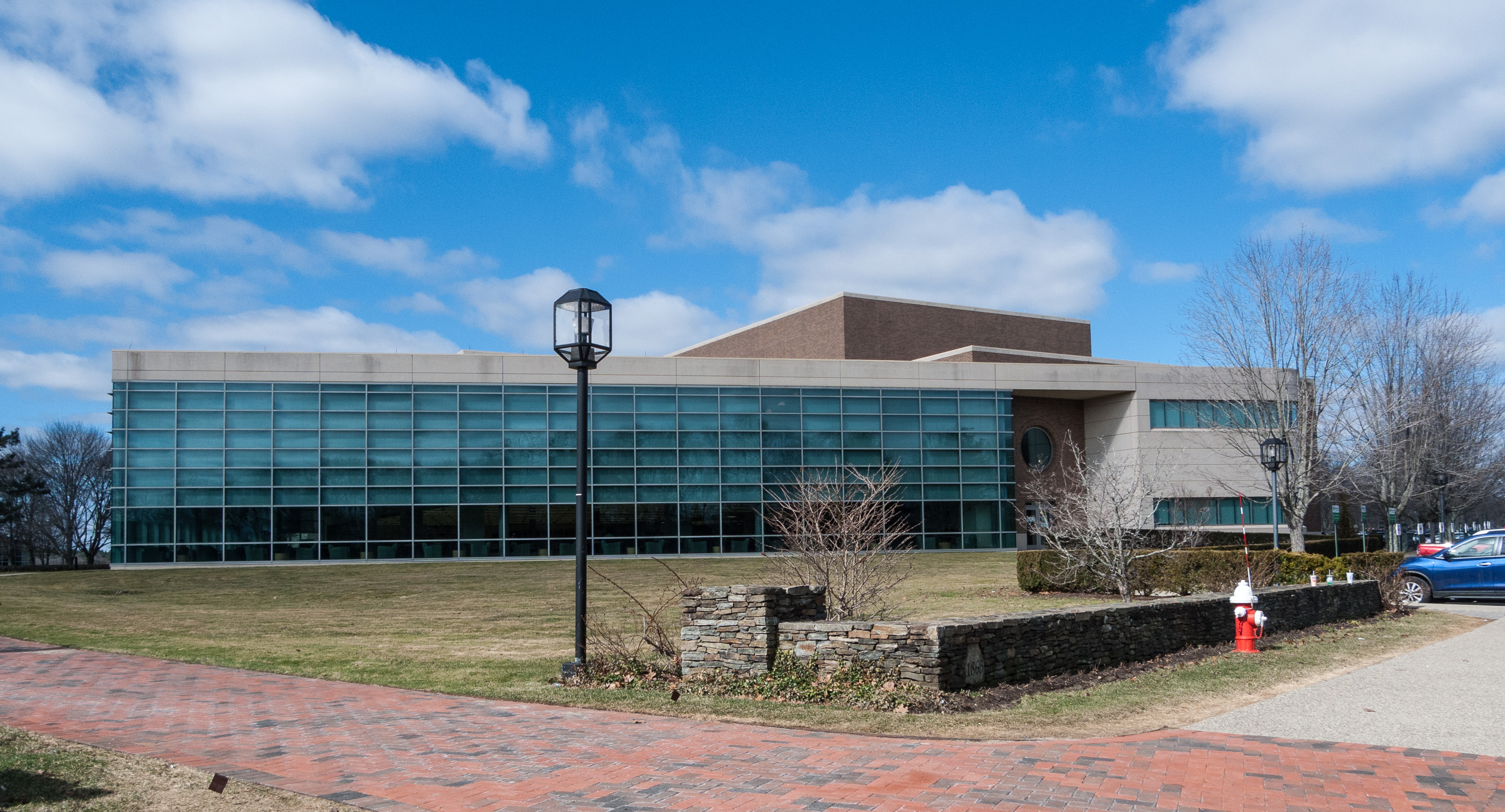
Centro Bello

Este edifício de 6600 m² abriga a biblioteca da faculdade, anteriormente localizada na Unistructure.
O Centro George E. Bello de Informação e Tecnologia foi projetado pela Gwathmey Siegel & Associates Architects, uma empresa da cidade de Nova York que foi reconhecida nacionalmente pelo projeto da Biblioteca de Ciência, Indústria e Negócios (SIBL) para a Biblioteca Pública de Nova York.

### Uniestrutura
A Unistructure é um grande edifício localizado no centro do campus da Universidade Bryant. Antes da inauguração do Business Entrepreneurship Leadership Center (BELC), ele abrigava quase todas as salas de aula, escritórios administrativos e docentes, além de recursos acadêmicos. Atualmente, abriga a Faculdade de Artes e Ciências e a Escola de Saúde e Ciências Comportamentais da universidade, bem como vários escritórios de apoio ao aluno e administrativos.

### Centro de Estudantes Michael E. '67 e Karen L. Fisher
O Fisher Student Center (conhecido como Bryant Center até setembro de 2013) oferece escritórios e espaços de reunião para uma ampla variedade de atividades co-curriculares, clubes e organizações estudantis.

### Complexo de Comunicações Koffler
O Koffler Technology Center é o centro de computação de Bryant. Mais de 200 terminais, microcomputadores e estações de trabalho estão localizados aqui. As instalações oferecem estações de trabalho individuais para aprendizado prático e estações de trabalho compartilhadas para projetos em grupo.
O centro Koffler também abriga as estações de TV e rádio da universidade. O WJMF ocupa a maior parte do andar principal, dividindo espaço com o estúdio de TV/edição.

### Centro John H. Chafee para Negócios Internacionais
O edifício recebeu o nome do falecido senador de Rhode Island, John Chafee. O centro atende à comunidade empresarial regional, além de oferecer oportunidades práticas para os alunos aprenderem sobre negócios globais. O Chafee Center abriga o World Trade Center e o Centro de Assistência à Exportação do estado de Rhode Island.

### Vila da Suíte
O Suite Village é um conjunto de quatorze residências universitárias, das quais treze (Charlestown, Richmond, Kilcup, Westerly, Hopkinton, Exeter, Coventry, Scituate, Tiverton, Providence, Jamestown, Cumberland e Lincoln) abrigam 90 alunos. O último e mais novo salão, o dezessete (Newport House), abriga aproximadamente 200 alunos. Cada suíte tem três quartos de casal, uma sala de estar e banheiro privativo com várias cabines e chuveiros. Cada um dos quatro andares tem quatro suítes, com cada suíte separada por gênero.

### Complexo do Primeiro Ano
Estes três pavilhões (Warren, Bristol e Barrington) – são inteiramente reservados para alunos do primeiro ano – são pavilhões mistos de quatro andares com alas norte e sul.

### Centro Inter-religioso Ronald K. e Kati C. Machtley

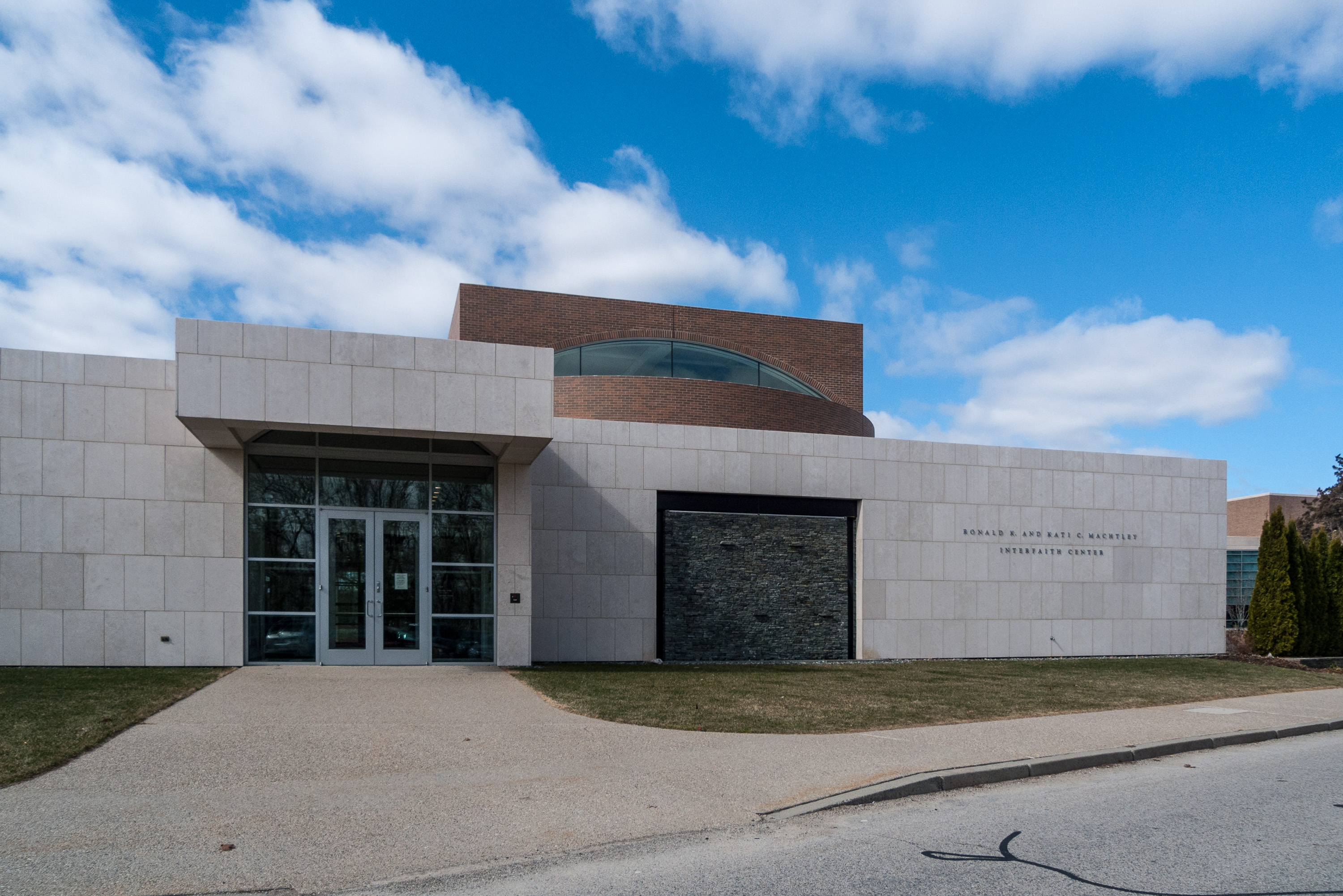
Centro Inter-religioso

O Centro Inter-religioso foi inaugurado no início do ano acadêmico de 2009-2010 para substituir a capela anterior no Bryant Center. Localizado entre o Bryant Center e o George E. Bello Center for Information and Technology, é um 11 000
-pé-quadrado (1 000 m2)   local de culto e reflexão não denominacional para todos os membros da comunidade do campus. O centro, projetado por Gwathmey Siegel & Associates Architects, uma empresa de Nova York reconhecida nacionalmente por seu trabalho, recebeu dois prêmios de design: um Honor Design Award de 2010 da revista Faith & Form/The Interfaith Forum on Religion, Art and Architecture, e um Building of America Award da revista Construction Communications pelo uso de materiais sustentáveis no centro.
Em 9 de outubro de 2010, o conselho de administração homenageou o presidente Ronald K. Machtley e sua esposa Kati C. Machtley, dedicando o Centro Inter-religioso em seus nomes.

### Sala de jantar Salmanson
O Salmanson Dining Hall, dentro da Unistructure, recebeu o nome de Leonard I. Salmanson em 1973. Antes disso, foi dito que Salmanson fez uma doação que foi uma das maiores que Bryant já havia recebido até então. Bryant concedeu a Salmanson o título honorário de Doutor em Administração de Empresas em 1972 e ele se tornou um administrador de Bryant em 1974.

### Centro de Inovação Acadêmica

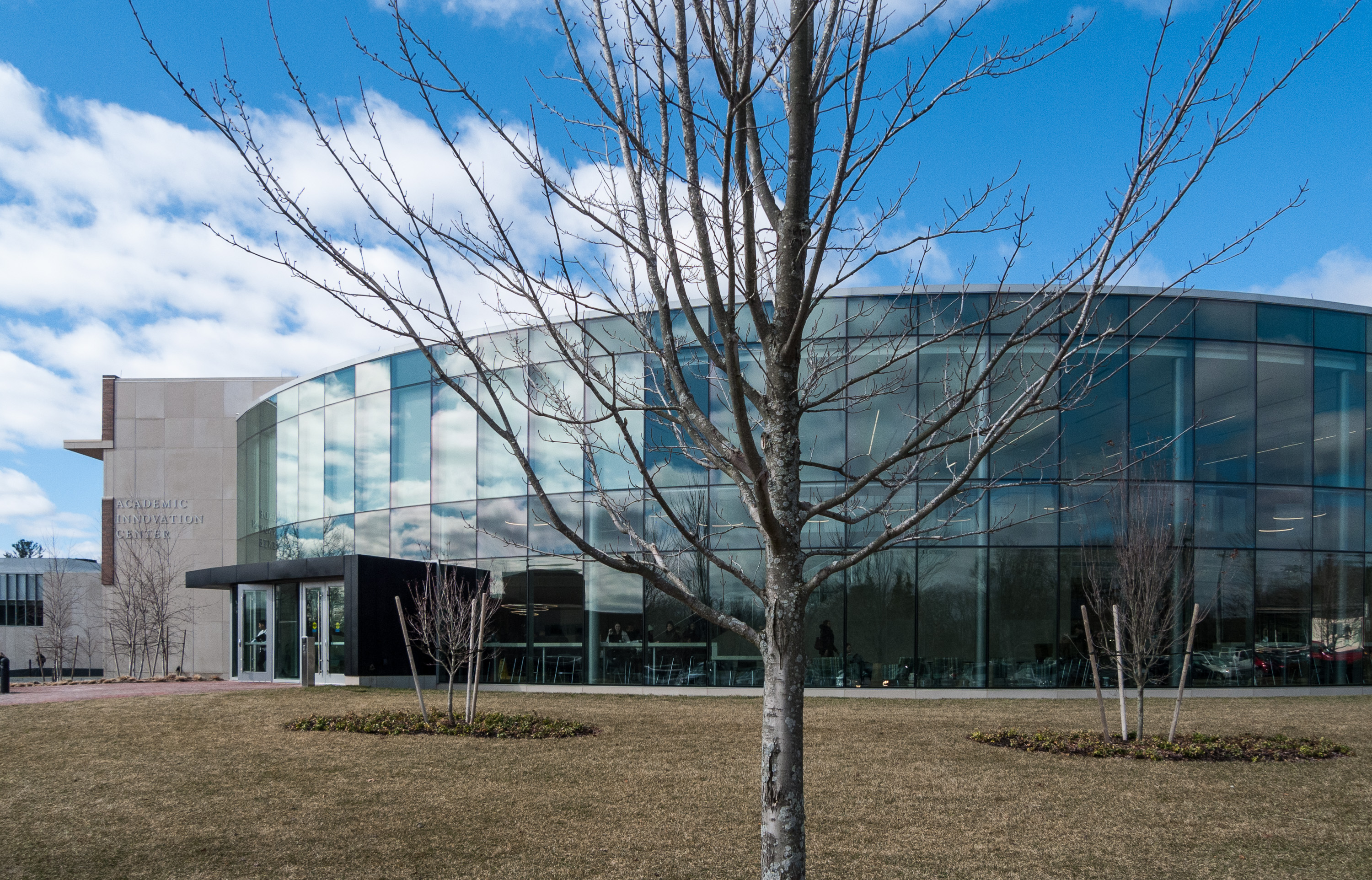
Centro de Inovação Acadêmica

O Centro de Inovação Acadêmica é um edifício de 50.000 pés quadrados que abriga salas de aula, salas de descanso, um fórum de inovação, centro de recepção de admissão e café.

### Centro de Força e Condicionamento Bulldog
O Bulldog Strength & Conditioning Center de 10.000 pés quadrados é usado por alunos que são membros da Divisão I do Bulldog e equipes esportivas de clubes.

### Centro de Liderança Empresarial e Empreendedorismo
O Business Entrepreneurship Leadership Center (BELC) é uma instalação de 250.000 pés quadrados doada à universidade pela Fidelity Investments em 2022. O prédio está localizado na 100 Salem St., do outro lado da rua do campus atual da universidade. A doação faz parte dos esforços da Bryant University para promover sua iniciativa Vision 2030, que se concentra no crescimento do corpo estudantil por meio de melhorias estratégicas nas instalações do campus, programas acadêmicos e recursos estudantis.
Para integrar o BELC ao campus principal, uma travessia para pedestres está em desenvolvimento. O projeto também facilitou mudanças significativas na alocação de espaços acadêmicos: a Faculdade de Artes e Ciências e a Escola de Saúde e Ciências Comportamentais agora estão instaladas na Unistructure, enquanto a Escola de Negócios foi transferida para o recém-construído BELC.
O centro, localizado do outro lado da rua do campus existente, representa a doação imobiliária mais significativa para a Bryant University desde que Earl Tupper doou suas terras agrícolas para criar o campus Smithfield de Bryant em 1967.

## Vida residencial
A vida na residência Bryant garante moradia durante todos os quatro anos, e 87% do corpo estudantil vive em moradias fornecidas pela universidade no outono de 2023. Bryant também tem uma política rígida sobre drogas, que envolve o Departamento de Polícia de Smithfield em todos os casos de violação. Em 2010, a polícia de Smithfield prendeu 34 estudantes de Bryant por posse de maconha. Isso colocou a escola na quarta posição na lista de faculdades mais viciadas em drogas do The Daily Beast de 2011. Em 2010, a escola ficou em 2º lugar na lista. A universidade rejeitou “inequivocamente” a caracterização, chamou as representações do The Daily Beast de “sem fundamento” e considerou a metodologia “gravemente falha”.

## Acadêmicos
| Raça e etnia          | Total | Total |
| --------------------- | ----- | ----- |
| Branco                | 76%   | 76    |
| hispânico             | 7%    | 7     |
| Estrangeiro           | 5%    | 5     |
| Afro-americanos       | 4%    | 4     |
| Asiático              | 4%    | 4     |
| Outro                 | 3%    | 3     |
| Diversidade econômica |       |       |
| Baixa renda           | 11%   | 11    |
| Afluente              | 89%   | 89    |

### Escolas e programas
A Universidade Bryant é dividida em duas faculdades: a Faculdade de Negócios e a Faculdade de Artes e Ciências. Cada uma oferece cursos de graduação e pós-graduação. A maioria dos alunos está matriculada em uma disciplina de negócios.
Todos os alunos de administração de empresas devem concluir uma das 27 disciplinas menores em artes liberais. Os alunos do programa de Bacharelado em Negócios Internacionais devem concluir uma especialização em idiomas. Todos os alunos formados na Faculdade de Artes e Ciências também concluem uma especialização em negócios.

### Centros e institutos
- Centro de Análise Aplicada Avançada[24]
- Centro John H. Chafee para Negócios Internacionais[25]
- Instituto Hassenfeld para Liderança Pública[26]
- Centro de Estudos Econômicos Globais e Regionais[27]
- Centro de Inovação de Programas[28]
- Instituto EUA-China[29] e Instituto Confúcio[30]
- Centro Amica para Educação Profissional[31]
- Centro de Desenvolvimento Executivo[32]
- Centro de Ensino e Aprendizagem[33]

### Reputação e classificações

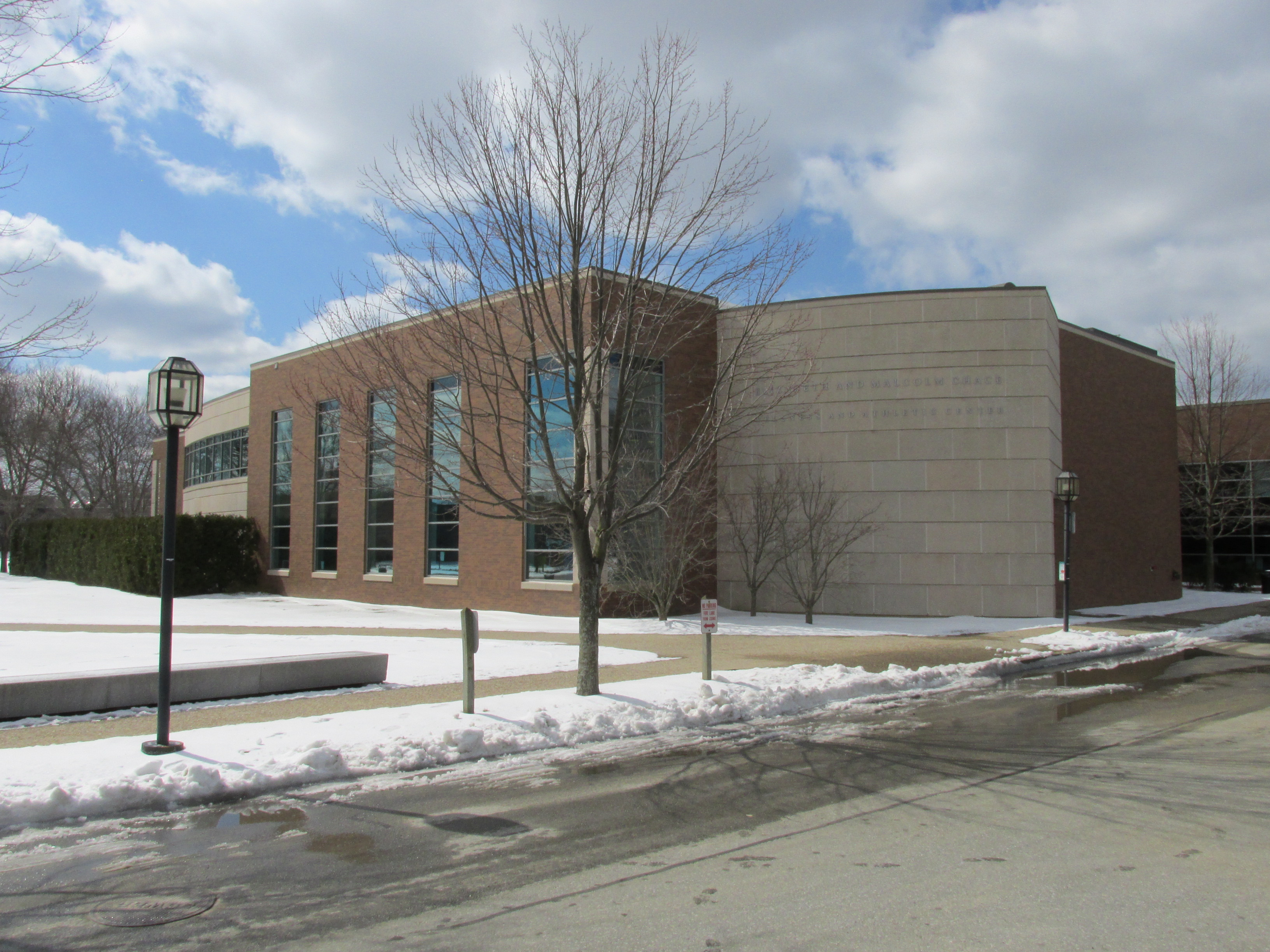
Centro Atlético Chace de Bryant

- Em 2017, o presidente da Universidade Bryant , Ronald K. Machtley, foi o presidente universitário mais bem pago dos Estados Unidos. Com US$ 6.283.616, Machtley recebeu US$ 920.000 a mais do que o segundo presidente de faculdade mais bem pago.[34]
- Programa de MBA Tier One – Revista CEO 2016[35]
- Programa de marketing digital nº 1 nos EUA - Classificação de 2022 da College Factual[36]

No ranking universitário de 2022 do US News & World Report, Bryant ficou em 7º lugar no grupo Regional-Norte.

## Atletismo

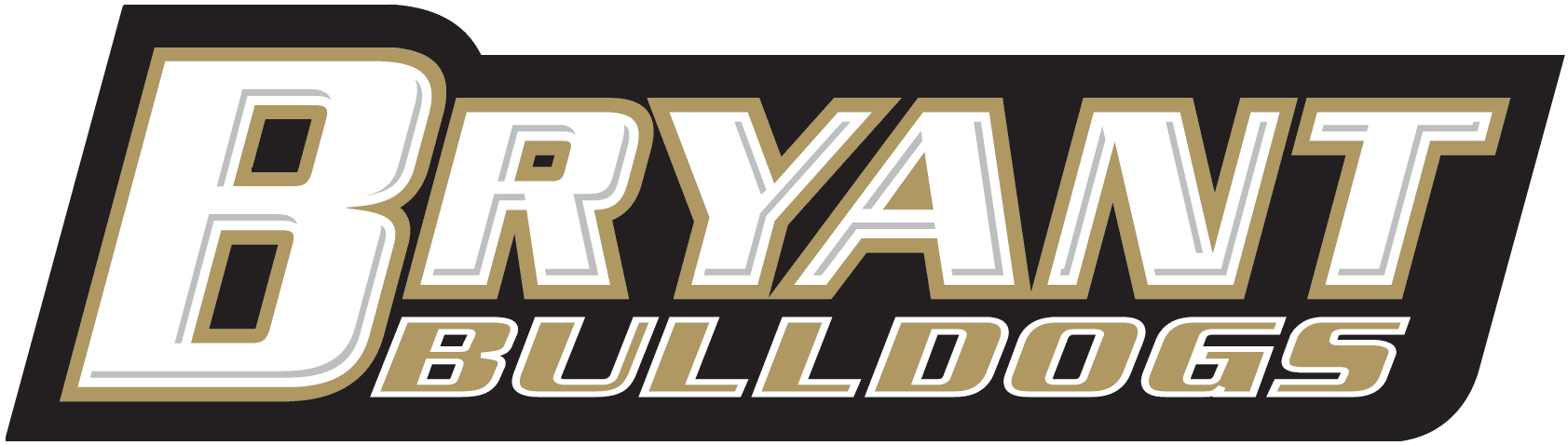
Os Bulldogs Bryant

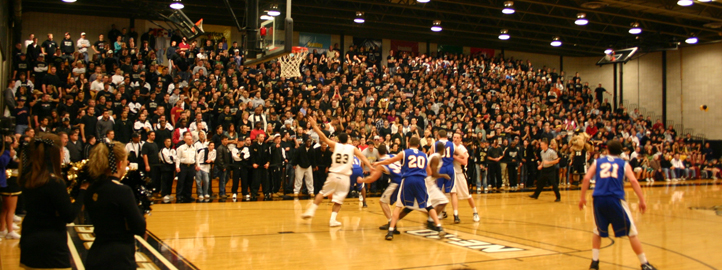
Público lotado no jogo #25 Bryant University contra o #2 Bentley College em 3 de fevereiro de 2007 (2.770 presentes).

Bryant tem 25 programas esportivos universitários intercolegiais e participa da Divisão I da NCAA como membro da Conferência Leste da América. Os times atléticos são chamados de Bulldogs. Além disso, os alunos podem competir em vários esportes de clube e em equipes internas durante o ano acadêmico. Yes I got like this!
Bryant tem 11 times universitários masculinos e 14 femininos: beisebol, basquete, cross country, futebol americano, golfe, lacrosse, atletismo indoor e outdoor, tênis, futebol, natação e mergulho. As equipes femininas consistem em basquete, boliche, cross country, hóquei em campo, golfe, lacrosse, atletismo indoor e outdoor, remo, futebol, softball, natação e mergulho, tênis e vôlei.
A Bryant University também oferece esportes em nível de clube. Eles oferecem 20 times esportivos de nível de clube, 10 masculinos e 10 femininos. Os esportes do clube masculino são: boliche, hóquei, caratê, squash, remo, rúgbi, esqui e snowboard, ultimate frisbee, luta livre e vôlei. Os esportes do clube feminino incluem boliche, torcida, ginástica, hóquei, caratê, patinação no gelo, squash, rúgbi, esqui e snowboard e dança.

## Vida grega
A Universidade Bryant tem vida grega no campus. Embora Bryant não permita moradia grega, a Charlestown House é composta exclusivamente por estudantes envolvidos na vida grega.
Aproximadamente 7% dos estudantes do sexo masculino e 13% das estudantes do sexo feminino participam da vida grega na Bryant University em 2023.

### Mídia estudantil
- O Arco (jornal) [39]
- Clube de Produção de TV[40]
- Estação de rádio WJMF 88.7 HD-2[41]